# 1955年のトンボユニオンズ
1955年のトンボユニオンズは、浜崎真二監督の2年目のシーズンである。

## 概要
トンボ鉛筆製作所との業務提携により、高橋からトンボに球団名が改称されたこの年はAクラス入りが期待されたが、開幕12連敗で始まる最悪のスタート。連敗脱出後もチームの成績不振はなおも続き6月に8連敗を喫するなど月間で7勝18敗と負け越すと、7月下旬からの8連敗で近鉄、大映などBクラスに突き放された。9月にも6連敗するなど大きく負け越し、浜崎監督がノイローゼに陥った。結局シーズン終盤で浜崎監督が休養し、残りのシーズンを笠原和夫選手兼任監督で戦ったものの低迷に歯止めをかけられず、2年ぶり優勝の南海に57ゲーム、7位東映に9ゲームもつけられて初の最下位。トンボ鉛筆製作所との業務提携はこのシーズン限りで、翌年には高橋ユニオンズの名称に戻った。また、このシーズン限りで300勝投手のヴィクトル・スタルヒンが引退した。

## チーム成績

### レギュラーシーズン
| 1 | 左 | 栗木孝幸 |
| 2 | 遊 | 前川忠男 |
| 3 | 中 | 東谷夏樹 |
| 4 | 捕 | レッカ   |
| 5 | 一 | 笠原和夫 |
| 6 | 右 | 山田利昭 |
| 7 | 三 | 河内卓司 |
| 8 | 二 | 萩原昭   |
| 9 | 投 | 野村武史 |

| 順位 | 4月終了時 | 4月終了時 | 5月終了時 | 5月終了時 | 6月終了時 | 6月終了時 | 7月終了時 | 7月終了時 | 8月終了時 | 8月終了時 | 9月終了時 | 9月終了時 | 最終成績 | 最終成績 |
| ---- | --------- | --------- | --------- | --------- | --------- | --------- | --------- | --------- | --------- | --------- | --------- | --------- | -------- | -------- |
| 1位  | 南海      | --        | 西鉄      | --        | 南海      | --        | 西鉄      | --        | 南海      | --        | 南海      | --        | 南海     | --       |
| 2位  | 西鉄      | 0.5       | 南海      | 1.5       | 西鉄      | 2.0       | 南海      | 0.0       | 西鉄      | 2.5       | 西鉄      | 4.5       | 西鉄     | 9.0      |
| 3位  | 毎日      | 1.5       | 毎日      | 4.5       | 毎日      | 4.5       | 毎日      | 9.0       | 毎日      | 10.0      | 毎日      | 11.5      | 毎日     | 14.0     |
| 4位  | 阪急      | 7.5       | 阪急      | 10.0      | 近鉄      | 14.0      | 阪急      | 11.0      | 阪急      | 13.5      | 阪急      | 18.0      | 阪急     | 19.0     |
| 5位  | 近鉄      | 9.5       | 近鉄      | 10.5      | 阪急      | 14.5      | 近鉄      | 19.0      | 近鉄      | 26.5      | 近鉄      | 28.0      | 近鉄     | 39.0     |
| 6位  | 東映      | 10.5      | 大映      | 16.5      | 東映      | 23.0      | 大映      | 29.0      | 大映      | 34.0      | 大映      | 41.5      | 大映     | 46.0     |
| 7位  | トンボ    | 12.0      | トンボ    | 17.5      | 大映      | 23.5      | 東映      | 29.5      | 東映      | 37.0      | 東映      | 44.0      | 東映     | 48.0     |
| 8位  | 大映      | 14.5      | 東映      | 18.0      | トンボ    | 26.5      | トンボ    | 34.5      | トンボ    | 44.5      | トンボ    | 51.5      | トンボ   | 57.0     |

| 順位 | 球団             | 勝 | 敗 | 分 | 勝率 | 差   |
| 1位  | 南海ホークス     | 99 | 41 | 3  | .707 | 優勝 |
| 2位  | 西鉄ライオンズ   | 90 | 50 | 4  | .643 | 9.0  |
| 3位  | 毎日オリオンズ   | 85 | 55 | 2  | .607 | 14.0 |
| 4位  | 阪急ブレーブス   | 80 | 60 | 2  | .571 | 19.0 |
| 5位  | 近鉄パールス     | 60 | 80 | 2  | .429 | 39.0 |
| 6位  | 大映スターズ     | 53 | 87 | 1  | .379 | 46.0 |
| 7位  | 東映フライヤーズ | 51 | 89 | 3  | .364 | 48.0 |
| 8位  | トンボユニオンズ | 42 | 98 | 1  | .300 | 57.0 |

## オールスターゲーム1955
| ファン投票 | 選出なし |
| 監督推薦   | 山田利昭 |

## できごと
- 7月30日 - ヴィクトル・スタルヒン投手、川崎球場の近鉄パールス戦に勝利、史上初の「300勝」を達成する[注 2]。なおスタルヒン投手はこの年限りで現役を退く。

## 表彰選手
| リーグ・リーダー |
| ---------------- |
| 受賞者なし       |

| ベストナイン |
| ------------ |
| 選出なし     |